# Anthela maculosa
Anthela maculosa là một loài bướm đêm thuộc họ Anthelidae. Loài này có ở Úc.